# Marie z Lusignanu (1260)
Marie z Lusignanu (francouzsky Marie de Lusignan, 1223? – 1. října 1260, Poitou) byl paní z Issoudounu a hraběnka z Eu.

## Život
Narodila se jako jediná dcera a dědička Radulfa z Lusignanu a jeho druhé choti Jolandy, dcery Roberta z Dreux. Po otcově smrti roku 1246 zdědila hrabství Eu a o čtyři roky později byla provdána za Alfonse z Brienne, syna bývalého jeruzalémského krále Jana z Brienne. Alfons byl Mariiným vrstevníkem a po sňatku převzal hraběcí titul.
Marie zemřela v říjnu roku 1260 a byla pohřbena v cisterciáckém klášteře Foucarmont, nekropoli hrabat z Eu.